# ヒュッケバイン
ヒュッケバイン（英語: Huckebein）は、バンダイナムコエンターテインメントが展開しているコンピュータゲーム『スーパーロボット大戦シリーズ』に登場する架空の兵器。本項では発展機のヒュッケバインMk-IIやヒュッケバインMk-IIIについても記載する。

## 概要
異星人に対抗する目的で開発が行われた、パーソナルトルーパー（PT）と呼ばれる兵器群に属する人型機動兵器。地球の技術のみならず異星人の技術も採用されており、極めて高い性能を持つ。
スーパーロボット大戦シリーズには1995年3月17日発売の『第4次スーパーロボット大戦』にて、リアル系オリジナル主人公の搭乗機として初登場した。以後発売されたシリーズ作品にも、改造機や後継機など関連する機体が登場している。『第4次スーパーロボット大戦』でスーパー系オリジナル主人公機として登場したグルンガストとは対を成す存在として扱われており、後継機が同時に設定されることが多い。系列機のデザインは、量産型を除きすべてカトキハジメが担当している。
名称は第二次世界大戦時のドイツ軍戦闘機、Ta 183につけられた愛称フッケバイン（Huckebein）に由来する。

## 登場作品
『第4次』以降も移植・リメイク作での再登場や系列機が登場しており、以下に登場作品と略称を挙げる。
- DC戦争シリーズ
  - 『第4次スーパーロボット大戦』『第4次スーパーロボット大戦S』（『第4次/S』）
  - 『スーパーロボット大戦F』『スーパーロボット大戦F完結編』（『F/完結編』）
- αシリーズ
  - 『スーパーロボット大戦α』『スーパーロボット大戦α for Dreamcast』（『α』）
  - 『スーパーロボット大戦α外伝』（『α外伝』）
  - 『第2次スーパーロボット大戦α』（『第2次α』）
  - 『第3次スーパーロボット大戦α 終焉の銀河へ』（『第3次α』）
- OGシリーズ
  - 『スーパーロボット大戦ORIGINAL GENERATION』（『OG1』）
  - 『スーパーロボット大戦ORIGINAL GENERATION2』（『OG2』）
  - 『スーパーロボット大戦ORIGINAL GENERATION THE ANIMATION』（『OGOVA』）
  - 『スーパーロボット大戦OG -ディバイン・ウォーズ-』（『DW』）
  - 『スーパーロボット大戦OG ORIGINAL GENERATIONS』（『OGs』）
  - 『スーパーロボット大戦OG外伝』（『OG外伝』）
  - 『スーパーロボット大戦OG -ジ・インスペクター-』（『OGIN』）
  - 『第2次スーパーロボット大戦OG』（『第2次OG』）
  - 『スーパーロボット大戦OG ムーン・デュエラーズ』（『OGMD』）
- 単発作品
  - 『スーパーロボット大戦V』（『V』）
  - 『スーパーロボット大戦X-Ω』（『X-Ω』）
  - 『スーパーロボット大戦T』（『T』）
  - 『スーパーロボット大戦30』（『スパロボ30』）

## 関連用語
バニシング・トルーパー (Berserk Trooper)
『α』シリーズで「過去に消失事件を引き起こした」という設定が付加されて以降、ヒュッケバインには「バニシング・トルーパー」の異名が付けられている。バニシングは「消滅」を意味する。
『α』『OG』両シリーズでは、月面の連邦軍テクネチウム基地におけるヒュッケバイン008Rの起動実験中に動力源のブラックホールエンジンが暴走し、機体は基地を巻き込んで消滅。生存者は開発者のカーク・ハミル博士、008Rのテストパイロットのライディース・F・ブランシュタイン少尉、同行したイルムガルト・カザハラ中尉のわずか3名という大惨事となり、ライディース少尉はこの事故で左腕を失った。以降、ヒュッケバインはバニシング・トルーパーの名で恐れられることとなる。
『α』シリーズでは上記に加え、ティターンズによるヒュッケバインMk-IIの強奪未遂事件が発生。『α』リアル系主人公が本機へ搭乗・交戦した際に行方不明という扱いを受けたため、バニシング・トルーパーの名を受け継ぐことになる。エンディングではヒュッケバインMk-IIIが封印され、バニシング・トルーパーとされた。
ブラックホールエンジン
『α』『OG』両シリーズでヒュッケバイン008L / Rおよびブラックホール・キャノンに搭載された高出力エンジン。重力フィールド内に発生させたマイクロブラックホールのエネルギーを動力などに転化する装置。DC戦争シリーズでは、グランゾンと同様にゲスト（ゾヴォーグ）から提供されたブラックホール機関と設定されている。
エアロゲイターが送り込んだ落下物から発見された。『α』シリーズではエアロゲイターが地球側に恐怖心を植えつける狙いで、『OG』シリーズではゾヴォーグが自ら提供した技術を使わなかった地球へ警告を与えるためにそれぞれ細工が施されており、ヒュッケバイン008Rの暴走事故を引き起こした。008Lに搭載されたエンジンは、後に改修されている。
Hフレーム
ヒュッケバインで初めて採用され、その頭文字から名づけられた機体フレーム。ゲシュペンスト系のGIIフレームと異なり、各フレームがそれぞれ独立した構造になっている。このため、急遽決まったブラックホールエンジンの搭載にも対応可能となった。ヒュッケバインMk-IIではコストなどの都合でGIIフレームが採用されたが、ヒュッケバインMk-IIIやATX計画のビルトファルケンにはHフレームが採用されている。
グラビコン・システム
EOTを利用した重力制御装置（グラビティコントロールシステム）。攻撃面にも利用可能な重力障壁（グラビティ・ウォール、グラビティ・テリトリー）を展開可能になるほか、一部の機体はこのシステムを利用して飛行が可能となっている。
コアトルーパーシステム
ヒュッケバインMk-IIIをコアとして、状況や目的に応じたアーマード・モジュール（武装外骨格）を接続することにより、性能や特性を大幅に変化させて多様な運用を可能とするシステム。

## ヒュッケバイン
『第4次』でリアル系オリジナル主人公の専用機として初登場。異星人からの侵略に備えて開発されたPTで、ゲシュペンストの後継機という設定。『第4次/S』のみ、機体のカラーリング（基本色は水色）と名称を変更可能。
『新』ではかつて起動実験に失敗したという設定が、αシリーズではPT関連の設定がそれぞれ付加されていった。
以下はOGシリーズでの設定。英字武器名称のあるものは北米版『OG』における表記。
ビルトシュバインをベースに、ゲシュペンストMk-II量産計画のデータを盛り込んで開発された。従来のPTとは異なるHフレームを採用。内蔵兵器を極力廃することで、軽量化や製造コストの削減を達成している。3機が製作され、ビルトシュバイン同様にプラズマ・ジェネレーターの採用を予定していたが、地球圏防衛計画の要請（SRX計画のテストのため）を受け、2機にEOTを使用したブラックホールエンジンを搭載することとなる。その際、ブラックホールエンジン搭載機はRTX-008L / R、プラズマ・ジェネレーター搭載機（後述）はRTX-009へと形式番号が変更された。その後、008Rは起動実験の際に暴走事故で失われている。従来のPTを凌駕する運動性と火力に加え、分身機能と対ビームフィールドを有する。後継機と区別するため「ヒュッケバイン008L / R」や「ヒュッケバインMk-I」とも呼称される。
『OG』ではカトキハジメによってヒュッケバインMk-IIから逆算する形でリファインされた。カラーリングもMk-IIと同様の紺色に変更。
武装
60mmバルカン （DC戦争シリーズ）/ バルカン砲（OGシリーズ） (Gatling Gun)
唯一の内蔵火器。『OG1』では弾数制限がない。
4連ミサイルランチャー
中射程ミサイル。OGシリーズ未登場。
マイクロミサイル
投下範囲指定型のMAP兵器。OGシリーズ未登場。
プラズマソード
近接戦闘用の非実体剣。OGシリーズ未登場。
ロシュセイバー (Roche Saber)
威力、消費エネルギー共に高い非実体剣。『第4次/S』ではオーラバトラーの武装「ハイパーオーラ斬り」と同じモーションで攻撃するが、何を用いて斬っているのかは不詳。『OG』シリーズでは汎用武器。
リープ・スラッシャー (Remote Slasher)
本体から空中へ射出したパーツでドーナツ状の回転カッターを形成し、標的を切り刻む。飛んで行く途中で空間跳躍を行うが、『OGs』や『OG外伝』ではこの描写は削除されている。『OG』シリーズでは汎用武器。
ブラックホール・キャノン (Black Hole Gun)
マイクロブラックホールを射出して標的を圧壊させる重力兵器。使用時は両サイドのグリップを掴んで保持。『OG』シリーズでは武器側にもブラックホールエンジンが搭載されている。
劇中の活躍
DC戦争シリーズ
『第4次/S』『F完結編』に登場。インスペクター事件でDCと異星人に太刀打ちできず、ロンド・ベル隊に戦争終結の功績を独占された地球連邦軍が、テスラ・ライヒ研究所で開発を行っていた対異星人用の新型PT。連邦軍の再編が行われてティターンズが結成されたことで、組織の力関係が変化して計画が頓挫していたが、機体の有用性を認めた破嵐財閥が資金・人材援助を行い、完成に至った。完成した本機は、テスラ研の所長の子であるリアル系主人公へ誕生日プレゼントとして与えられた。操縦系が主人公の脳波と同調するようになっており、他の者では動かせない。動力炉には、ゲストと呼ばれる異星人から供与されたブラックホール機関が採用されている。主人公が前半に乗るゲシュペンストは本機のプロトタイプという位置づけである。これらの作品では形式番号が「PTX-08R」。
『新』
設定のみ。ライがテストパイロットを務めたが、起動に失敗して暴走。
αシリーズ
設定のみ。EOTによるブラックホールエンジンを採用した実験機。008Rはエアロゲイターの謀略により暴走し消滅。008Lも封印処分となる（『α』劇中には、ヒュッケバインEXへ改修済みの姿で登場）。
OGシリーズ
暴走の経緯はαシリーズとほぼ同じ。『OG1』で特定条件を満たすと、封印の解かれた008Lにリンもしくはヴィレッタが乗って登場。本作ではABフィールド未装備だが最高クラスの基本性能を持つ。『OG2』でもリンの機体として登場するが、彼女がマオ社の経営再建に専念する間はレオナへ託される。『OG外伝』でも使用可能（『α』のような改装は受けていない）。
『DW』ではライの行った起動実験のシーンが描かれているが、機体がヒュッケバインであることには触れられていない。『OGIN』の第24話でヒュッケバインとブラックホールエンジンの存在、またゾヴォーグの技術が導入される予定だったことにメキボスが言及している。
『第2次OG』ではオーバーホール中にガリルナガンの襲撃を受けて破壊され、ブラックホールエンジンのコアを抜かれた。
『V』、『X-Ω』
ニコラ・ヴィルヘルム研究所ドイツ本部が開発したPT。デザインはDC戦争シリーズ準拠だが、設定は異なる。
PTX-08R、PTX-08Lの2機が存在している（『V』では08R、『X-Ω』では08Lのみ使用可能）。

### ヒュッケバイン02（ツヴァイ）
OGシリーズ
ガリルナガンの襲撃によって失われたヒュッケバイン008をマオ・インダストリーが再建造した機体。社長であるリン・マオの、初代ヒュッケバインへの強い拘りから実現したものであるが、連邦軍への申請は通常通り行われている。なお、建造にかかる費用は全額マオ社の負担となっている。動力源には引き続きブラックホール・エンジンを搭載しているが、機体色はスカイブルーに変更されている。このカラーリングは、初代ヒュッケバイン開発時に想定されていたプランのうち、実現しなかったカラーのひとつである。

#### フルアームド・ヒュッケバイン
OGシリーズ
ヒュッケバイン02に追加武装を施した形態で、新たにフルアームド・ヒュッケバインと呼ばれる。「初代ヒュッケバインにEXH計画などで建造された後継機と同等の能力を持たせる」というコンセプトのもと、2挺のグラビトン・ライフルや高性能テスラ・ドライブを搭載したハイフライヤー・ユニットを装備している。ライフルはそれぞれ独立した誘導兵器としても使用可能。これらの装備には、ヒュッケバインMk-IIの3号機テストパイロットであるシズキ・シズカワの提案した意見が参考に取り入れられている。このほか、初代ヒュッケバイン最大の攻撃力を誇るブラックホール・キャノンの装備も可能で、携行方法には新機軸の手法が採用されている。

### ヒュッケバイン009
当初の予定通りプラズマ・ジェネレーター（αシリーズでは核融合エンジン）を搭載したヒュッケバインで、後継機のデータ取得用の機体。カラーリングは緑色。これは『第4次/S』で選択できるカラーリングのうち7番目のものと同一の配色である。当時の最新型PTであり、本機とビルトラプターのデータを基にR-1が開発された。
劇中の活躍
αシリーズ
設定のみ。リンがPTXチーム時代に使用。
OGシリーズ
『OG1』リュウセイ編の前半でハガネに搬入されている。イルムが量産型ゲシュペンストMk-IIから乗り換え、グルンガストの受領まで使用した。以前PTXチームで009を使用していた旨の会話がある。キョウスケ編では合流時にリョウトが乗っている。ABフィールドやブラックホール・キャノンは装備していないが、分身機能を持ちエネルギー容量や汎用武器の搭載量が多い。GBA版、『OGs』とも『OG2』シナリオには登場しない。
『DW』では他のヒュッケバイン系機体と同様に未登場だったが、『OGIN』ではヒュッケバインEXへ改造された後、型番・名称や仕様が変更されエクスバインになったという設定である。

#### ヒュッケバインEX
『α』に登場。連邦軍極東基地で封印されていたヒュッケバイン008Lを、ヒュッケバインMk-IIのパーツを使用して改修した機体。外観は赤いMk-IIで「レッド」とも通称される。性能はMk-IIとMk-IIIの中間に位置する。SRX計画に危機感を抱いたイルムが奪取した。『OG』シリーズにもEXの名を持つ機体が設定上存在するが、008Lの改装機ではない（後述）。
武装
リープ・スラッシャー
Mk-IIのチャクラム・シューターと同様の中射程武装になっている。
ブラックホール・キャノン改
改良型の重力兵器。Mk-IIのGインパクト・キャノンと同じ形状。
劇中の活躍
α
オリジナル主人公をスーパー系に設定すると登場。イルムが搭乗して主人公やSRXチームへ襲い掛かってくるが、条件を満たせば終盤でイルムと共に自軍へ参入。ゲーム中のスペックはMk-IIIをも凌駕する。グラフィックや戦闘アニメーションは、Mk-IIのものが流用されている。
OGシリーズ
Mk-IIとMk-IIIの過渡期に当たる機体。AMボクサーやAMガンナーの調整用としてインスペクター事件以前に作られていたが、機体そのものがお蔵入りし、製作が再開された『OG外伝』の時点でも劇中には未登場。SRX計画凍結中に作っていたため、形状や名称も上の目を逃れるために従来のヒュッケバインシリーズとは変えてある。
『OGIN』ではヒュッケバイン009を改造したデータ取得用の機体が、開発中にヒュッケバインEXの名で呼ばれていたという設定。「EX」とはマオ社独自のPT開発計画のコードネームであり、量産機のバリエーション開発も含まれているという。その当時は『α』におけるEXと同様に赤い機体色で、後に「COMPOSITE Ver.Ka エクスバイン EXバージョンカラー」（エクスバインのカラーリングをEXと同じ赤にしたもの）として立体化された。この「赤いエクスバイン」は、プロデューサーの寺田が公式ブログで「第8話に登場する前のエクスバインはこういうカラーリングだった」と明かし、DVD第3巻のコラムにおいても同様の記述がされている。

#### エクスバイン
ヒュッケバイン009を大幅に改造したデータ取得用の機体。機体名は「エクストラ・ヒュッケバイン」の略。開発中はヒュッケバインEXと呼称されていたが、SRX計画が一時凍結処分を受けヒュッケバイン系の開発も中止された時期に型式番号や名称、仕様が変更されている。従来の設定におけるヒュッケバインEXのポジションに当たる、Mk-IIとMk-IIIの中間に位置する機体である。AMガンナーとAMボクサーのテストなどに使用された。T-LINKシステムやテスラ・ドライブも搭載されており、調整次第でMk-IIIと同等の能力を引き出すことが可能とされる。外形上の特徴として頭部V型アンテナが無く、SRXに似たゴーグル型のバイザーを装着している。マリオンとカークの会話から、ウラヌス・システムも搭載していることが示唆されている。実戦でもAMガンナーとの合体形態（エクスバインガンナー）やAMボクサーを装備した形態（エクスバインボクサー）での運用が可能。ただしトロニウム・エンジン非搭載のため、ガンナーのGインパクト・キャノン斉射は2門までとされる。トロニウム・エンジン搭載のMk-IIIに比べると制約こそあるものの、コアトルーパーシステムを運用できるため、通常エンジンよりも高出力なエンジンが搭載されていることがうかがえる。
劇中の活躍
『OGIN』第8話から登場。ヒリュウ改への輸送直前、インスペクターの襲撃に際してヴァルシオーネを援護するためにリョウトがT-LINKシステムを活用して機体を短時間で起動させ、AMボクサーを装備して出撃した。この戦闘ではボクサー形態のままAMガンナーとも接続し、ガンナーを手持ち火器のように保持してフルインパクト・キャノンを使用した（エクスバイン、ボクサー、ガンナーの出力を合わせて発射するため。それでもMk-IIIによる本来のフルインパクト・キャノンには及ばないとされる）。また、ボクサーパーツの運用にも制約があり、一部武装は使用できない。後にエクスバインガンナーとしても運用される。
『第2次OG』では倉庫に保管されていたことが幸いし全壊は免れ、応急処置によりアッシュへと改修される。
『OGDP』ではアッシュ、エグゼクスバインへ改修された機体の他に新たなエクスバイン タイプL、タイプRを開発していることが発覚した。

##### エクスバイン（新規建造機）
エクスバイン1号機の大破・改修が行われた際、新たに建造されることが決定した2、3号機。この2機のエクスバインは新開発のAPT-LINKシステムを搭載しているため念動能力者でなくとも念動装備の使用が可能となっているほか、小型プラズマ・ジェネレーターを2機搭載しているためAMパーツの性能を引き出すことが可能となっている。なお、この2体のエクスバインは『OGMD』では後述のAMパーツをつけた状態でしか運用できず、素の状態で運用することは出来ない。
エクスバイン・タイプR

『OGIB』へ本編に先行する形で初登場。『OGIN』やアッシュ、エグゼクスバインへ改修された1号機と同じくネイビーを基調としたカラーリングが施されている。メインパイロットは、1号機から引き続きリョウト・ヒカワが担当。基本的にボクサーがガンナーのAMパーツを装着した状態で運用される。
エクスバイン・タイプL

通算3号機目のエクスバインで、機体カラーは赤色。これは、エクスバイン1号機が実戦投入される前の状態（RTX-009EX ヒュッケバインEX）の配色と同様のものであるが、本機はその大破後に建造された別機体である。なお、換装時は本体カラーにあわせAMパーツも赤色を基調としたものに変更される。メインパイロットは、リオ・メイロン。

##### アッシュ
『第2次OG』に登場。ガリルナガンによるヒュッケバインシリーズ破壊の余波で大破したエクスバインを、予備パーツで簡易修復した機体。エクスバインのフォルムをベースとしつつ、各部に赤と橙色のパッチ・アーマーが装着され左右非対称のデザインになっている。この追加パーツには伸縮性・耐久性に優れた「ADテープ」で封印が施されている。さらに大型の剣「T-LINKセイバー」や、それを納める鞘を兼ねる盾「ストライク・シールド」、対ビームコーティングが施されたマント「コーティング・クローク」を装備し、外観が大きく変化した。機体名は英語の「灰」とフランス語の「H」を意味し、破壊された凶鳥（ヒュッケバイン）が不死鳥のように灰の中から蘇ることを示す。
劇中の活躍
テスラ研に現れたガリルナガンを撃退するため遠隔操作で起動されるが、危機に陥ったイングが念動力を覚醒させてT-LINKシステムを介し機体制御系を乗っ取ってしまい、以後システムが彼以外を受け付けなくなってしまう。解除の手間がかかることに加え、戦力が不足していたことから、イング専用機として運用されることになった。
後にエグゼクスバインへの改修準備のためにプラズマ・ジェネレーターとトロニウム・エンジンの2基によるハイブリッド動力に改良されるが、直後のエグレッタとの戦闘においてトロニウム・エンジンを過剰に使用したため、出力に耐えきれず機能停止してしまう。さらにその場に現れたガリルナガンの攻撃を受け、パッチ・アーマーとコーティング・クロークが破壊されて中破してしまい、あわや撃墜かと思われたその時、イングの能力が覚醒。アッシュを強制的に起動した時と同じ要領で、付近を飛行する輸送機に積まれていた新型パーツをT-LINKシステムで呼び寄せるという荒業で換装作業を行い、エグゼクスバインへと生まれ変わった。
固定武装
頭部バルカン砲
これまでのヒュッケバインシリーズに装備されていたものと同様のバルカン砲。
フォトン・ライフルS
エクスバインから引き続き装備している携行射撃武器。
グラビトン・ライフル
重力波で敵全体を攻撃するALL武器。
T-LINKセイバー
左腕に装備されたストライク・シールドに収納されている剣。通常状態でも鋭い切れ味だが、念動フィールドで刀身を覆うことでさらに高い攻撃力を発揮する。

##### エグゼクスバイン
『第2次OG』に登場。ハミル博士とオオミヤ博士が計画した改修計画に基づいた、エクスバインの本来の強化改修形態。「スーパー・パーソナルトルーパー」に分類されるという。開発時のコードネームは「Mk-X」または「ダブルEX」。機体名には2つのEXの他、ヒュッケバインシリーズ6番目のモデルであることから、ドイツ語で6を表す「ゼクス」の意味が込められている。外部装甲の換装に加え、動力にはシュウ・シラカワから提供されたトロニウムを用いたトロニウム・エンジン、そしてブラックホールエンジンが搭載され、出力の大幅な向上を実現。その分扱いも非常に難しくなっており、イングの強大な念動力により、外部から出力を安定させるという運用を行っている。009からメイン動力源として長らく運用されてきたプラズマ・ジェネレーターは戦闘中にイングが機体を組み上げるという荒業で完成させたためそのままになっているが、普段は使用されていない模様。ストライク・シールドは装備位置が背面に変わり、新装備にファング・スラッシャーなどの念動系投擲武器の発展型「T-LINKスライダー」が加わる。また、ブラックホールエンジンの恩恵により、ヒュッケバインのブラックホール・キャノンの発展型「ブラックホール・バスターキャノン（BBC）」が使用できるようになった。なお、念動力による機体組み上げという荒業を可能にしたのはイングの人並み外れた念動力もさることながら、ガリルナガンによる度重なるヒュッケバインシリーズ襲撃を憂慮したマオ・インダストリーのスタッフにより、短期間での改装と調整の容易さを目的としたコネクト部の可能な限りの単純化という配慮がなされていたことによる。
劇中での活躍
アッシュから引き続いて、イング専用機として運用される。終盤ではBBCが追加され、さらに攻撃力が高められた。ハードルートにおいては最終決戦時、AI1、ナシム・ガンエデンと共に、イングもろともアダマトロンの力の源として取り込まれてしまう。しかし、カーリー・ナウマンことリー・リンジュンがエア・クリスマスでアダマトロンに特攻したことで復活。鋼龍戦隊に復帰し、アダマトロンを撃破した。
『OGMD』ではT-LINKシステムに調整が加えられ、イング以外のパイロットも搭乗可能になった。
固定武装
頭部バルカン砲
グラビトン・ライフル
フォトン・ライフルS
T-LINKスライダー
全身に装備された遠隔操作型の念動兵器。2つに折り畳める刃状の武器で、そのままの状態での刺突、刃を展開し自転させての斬撃、蝶番の部分に内蔵されたビーム砲による砲撃など、多岐に渡る使い方がある。
T-LINKセイバー
2基のT-LINKスライダーで敵を背後から刺突して拘束し自機に引き寄せ、自機はシールドを左腕に移動させてセイバーを抜き突進しすれ違いざまに刺し貫く。通り過ぎた後はセイバーに念動力を送り込んで爆発させ止めを刺し、セイバーとスライダーを呼び戻す。
T-LINKレボリューター
全てのスライダーを敵に飛ばして包囲陣形を取らせ、ビーム砲を一斉に撃ちこむALL武器。
ブラックホール・バスターキャノン
通称「BBC」。スライダーで敵を包囲、土星の環のように周回させる「サターン・フォーメーション」によって形成したエネルギーフィールドに閉じ込めた後、母艦から射出されたBBCでマイクロブラックホールを撃ち込み圧壊させる。

## ヒュッケバインMk-II
『スーパーロボットスピリッツ』の前日談小説にて設定が作られ、『α』にてリアル系オリジナル主人公の初期搭乗機としてゲーム初登場。同作ではMk-IIIも登場するため、当初から前座・繋ぎという扱いである。
以下はOGシリーズでの設定。
ヒュッケバインの改良・量産試作機で、連邦軍の次期量産機トライアルに向けて開発されたPT。暴走事故を引き起こしたブラックホールエンジンに代わり、改良型のプラズマ・ジェネレーター（αシリーズではモビルスーツと同じ核融合エンジン）を採用。生産コストダウンや信頼性向上のため、機体フレームや関節部にはゲシュペンストMk-IIのものが流用されている。グラビコン・システムを装備しており、攻撃にはGインパクト・キャノン、防御にはグラビティ・ウォールを使用可能。コクピットブロックは脱出ポッドを兼ねた小型戦闘機パーソナルファイターとなっており、ヒュッケバインMk-IIIとの互換性がある。背部にはウイング・スラスター・ユニットを装備。バックパック中央部に推進器を備えており、ゲシュペンストシリーズ同様に短時間の滑空や安定したジャンプが可能である。また、背部ユニット内部のペイロードには余裕があり、設計時点からテスラ・ドライブの搭載が想定されている。搭載時には大気圏内での単独飛行が可能となる。
ヒュッケバインと同様に3機が存在。T-LINKシステムを搭載した1号機は、DC戦争時にムーンクレイドルへ立ち寄ったヒリュウ改の戦力へ組み込まれ、ATXチームのブリットが搭乗する。2号機はマオ社がコロニー統合軍に占拠された際に、社員の安全と引き換えにコロニー統合軍へ引き渡される。囮作戦に使用されて大破するが、レストアされてMk-IIトロンベとなる。3号機は連邦軍のトライアルへ提出されたが、以後の所在は不明。なお、ドラマCDの設定にはRTX-010のヴァリエーションとして、マオ社内でのテスト用のPTX-010が3機のみ生産とある。
武装
頭部バルカン砲 / 頭部40mmCTA機関砲
頭部こめかみ部に装備されたマシンガン。弾倉を積載するスペースが限られているため実包全長の短いテレスコープ弾を使用している。
ライトソード（『α』） / ビームソード（OGシリーズ） (Beam Sword)
高温度のプラズマを特殊力場で刃状に封じ込めた非実体剣。プラズマカッターを基にEOTを用いて発展させた装備。サイドアーマー内に収納される。
フォトン・ライフル (Photon Rifle)
非実体弾ライフル。近距離から長距離まで対応可能。基幹技術にEOT用いた画期的な携行火器であり、本機の優位性を確立した立役者でもある。なお、中性粒子を収束直進させるビーム砲であって、光子（フォトン）を使用した兵器ではない。
チャクラム・シューター (Chakram Caster)
左腕に装備された有線式の輪状投擲武器（チャクラム）で、R-2に装備されたビームチャクラムの簡易版。発射後には高硬度の刃が展開される。軌道は直線状だが、念動力による遠隔操作で複雑な軌道を描くことも可能。GBA版では汎用武器扱い。
Gインパクト・キャノン (G-Impact Cannon)
重力制御装置で造り出した超高重力結界を発射し、目標を押し潰す重力兵器。Mk-IIの腰にあるグラビコン・システムのジョイントに接続し、両サイドのグリップで保持する。ブラックホール・キャノンのデータを基に開発されたもので、威力は劣るが、エネルギー消費などの使用条件が改善されている。
劇中の活躍
スーパーロボットスピリッツ
前日談小説に登場。グルンガスト弐式とともに正式採用され、多数生産された。主に宇宙で使用される。
αシリーズ
マオ社の輸送機パイロットであったリアル系主人公によりDC日本支部へ輸送される途中、奪取を目論むティターンズの襲撃を受け、主人公がやむなく搭乗して出撃。エゥーゴのアーガマへ回収され、そのまま編入されて地球圏の混乱を収めるべく奮戦する。後継機のヒュッケバインMk-IIIを受け取りに北京へ赴いた際、龍王機と虎王機の攻撃を受けて大破。パーソナルファイターは頭部を改修された後、Mk-IIIのコクピットブロックとして使用された。
スーパー系主人公の場合、イルムに救出された主人公の恋人が搭乗するが、北京で龍王機と虎王機に破壊された後は登場しなくなる。
OGシリーズ
『OG1』でブリットがゲシュペンストMk-II・タイプTTから乗り換える機体。『OG2』にも引き続き登場し、エンディングではレオナが使用した。
『DW』では登場しない（ブリットはグルンガスト2号機へ乗り換える）が、DVD9巻収録の第26話で存在が明かされている。『DW Record of ATX』では、次期量産機の座をアルトアイゼンと争った機体としてカメラアイに黒い横線が引かれた状態で登場した（同じ場面ではカークも同様に目に黒線が引かれていた）。ただし、どちらも「ヒュッケバイン」という名前は登場しない。
『第2次OG』では1号機/2号機がともにオーバーホール中にガリルナガンの襲撃を受けて破壊された。3号機の存在は言及されているが行方は不明。

### ヒュッケバインMk-IIトロンベ
『スーパーロボットスピリッツ』の前日談小説にて設定が作られ、『OG』でゲーム初登場。トロンベ (Trombe) はドイツ語で「竜巻」の意。
以下はOGシリーズでの設定。
ヒュッケバインMk-IIの試作2号機を強化改造した機体でエルザムが搭乗。2号機はコロニー統合軍がマオ社から奪ったものを、宇宙ステーション・コルムナの攻防戦でジーベル・ミステルが囮として使用したが、ヒリュウ改の部隊に撃破される。大破した本機はゼンガー・ゾンボルトによって回収された後、エルザムへ渡った。機体色はエルザムのパーソナルカラーである黒と赤に変更され、ブランシュタイン家の紋章も描かれている。Mk-IIは当初からテスラ・ドライブの搭載を見越して設計されたが、本機でそれが実現されて飛行可能となった。バリアはより強力なグラビティ・テリトリーになり、分身機能も持つ。
劇中の活躍
『スーパーロボットスピリッツ』
前日談小説に登場。エルザム専用機としてL5戦役に参加。胸にブランシュタイン家の紋章が入っている。合体中のSRXを庇い、片腕を失った。この時点では「トロンベ」の愛称は登場していない。OGシリーズのように強化改造されていたかも不明。
OGシリーズ
エルザム用の機体として登場。GBA版では名称が「ヒュッケバイン・トロンベ」表記。『DW』では登場せず、エルザムはガーリオン・カスタム“トロンベ”を継続して使用。その後、本来のカラーリングに戻されてマオ・インダストリーに返還されたが、結末に関しては上記を参照。

### ヒュッケバインMk-II 3号機（ドライ）
連邦軍の制式採用トライアルに提出された後、008L用装備などのテストフィッターとして運用が続けられていたヒュッケバインMk-IIの3号機（型式番号RTX-010-03）。
劇中の活躍
DD「ラスト・オブ・バニシングトルーパー」
マオ・インダストリーのグループ子会社、シズカワ重工から出向中のテストパイロットであるシズキ・シズカワの搭乗機体として登場。表向きは「ドライ」という名称で呼ばれており、長らくその所在が秘匿されていた。1号機、2号機との差異としてエンジン出力が向上しており、グラビトン・ライフルの2挺同時使用とG・テリトリーの展開が可能となっている。封印戦争時には、ガイアセイバーズの追跡を受け、ガリルナガンによる襲撃に遭遇。辛うじて撃墜を装ったシズキの機転により大破状態で難を逃れている。その後、本機はルスラン・マカロフによって回収されており、戦後には月のマオ・インダストリー本社にて修復を受けている。以後はヒュッケバイン02開発時には模擬戦での仮想敵機として運用された。この際のテストパイロットには、リン・マオの意向によりシズキが再び指名されている。

### 量産型ヒュッケバインMk-II
『α外伝』にて、試作型のヒュッケバインMk-IIと同じデザインでゲーム初登場。OGシリーズでは量産機らしい簡素なデザインへ変更された。機体色は標準のサンドブラウン、インスペクターが奪取して使用したグレー、教導隊用の青が存在。
以下はOGシリーズでの設定。
ヒュッケバインMk-IIを量産用に再設計した機体。イージス計画において、ゲシュペンストやリオンシリーズに代わる次期主力量産機として採用された。機体フレームには試作型のものを改良したGIIフレームを使用し、生産コストを抑えている。テスラ・ドライブを標準装備しており、単独飛行が可能。基本性能は試作型と同等であるが、T-LINKシステムやグラビティ・ウォール、バルカン砲以外の固定武装は省略された。デザイン担当は金丸仁。
武装
レクタングル・ランチャー (Rectangular Launcher)
大型の実弾火砲で、長射程かつ高威力。「レクタングル」は長方形を意味する。
ブーストハンマー (Boost Hammer)
マリオン博士がアラドのために急造したモーニングスター状の兵器。鋼球部分にはバーニア・スラスターが装備され、目標への命中補正や打撃の威力増加に使用される。鎖部分にはカーク博士の意向（説得）により、伸縮性に優れるVG合金が使用されている。
劇中の活躍
αシリーズ
『α外伝』に登場。グルンガスト弐式と次期量産機の座を争い、本機種が制式採用された。Gインパクト・キャノン以外は試作機と同様の武装を持つ。単体での飛行は不可能。
熟練度次第では、R-1改登場までのリュウセイやレビの搭乗機としても登場。ムーンクレイドルに量産型グルンガスト弐式共々防衛兵器として配備されていたほか、アースクレイドルに配備されていた機体はアンセスター内乱時に暴走したマシンセルの影響で、ベルゲルミルへ変貌した。味方の機体として入手しない限り、図鑑には登録されない。
OGシリーズ
GBA版での表記は「ヒュッケバインMk-II・M」。試作機に近い機体性能で飛行可能だが、固定武装はバルカン砲のみ。インスペクターによって量産された機体はカラーリングが変更され、特殊武装が追加されている。アルベロ・エストは量産型ゲシュペンストMk-II改と比較し、軽やかな動きをすると評した。
『OGOVA』ではフォトン・ライフルの射撃がマシンガンのような描写になっている。『OGIN』には登場しない（相当するポジションには量産型ビルトシュバインが充てられている）。
『第2次OG』では連邦軍の主力PTとして引き続き登場。

#### スナイパーPT
量産型ヒュッケバインMk-IIをベースにしたカスタムPT。遠距離狙撃に特化した改造が施され、照準用スコープやスナイパーライフルを装備する。
劇中の活躍
OGクロニクル「護るべきもの、乗り越えるべきもの」
ノイエDCのテロリストが使用する機体。連邦軍基地をリオン二機による陽動を併用した遠距離狙撃で襲撃し、軍民を含む多数の人的被害を出した。インスペクター事件で死亡したオウカ・ナギサのモーションパターンをベースにしたAIが搭載されている。スクール出身者のデータ使用の可能性が見出されたため、教導隊所属で同じくスクール出身のアラド、ゼオラ、ラトゥーニに協力が要請され、彼らの連携攻撃によって撃破された。
OGクロニクル「凍土」
墜落したペトロパブロフスク・カムチャツキー基地に出入りする輸送機の救援に向かったライン・ヴァイスリッターを襲撃した機体。これは元DC兵で輸送機パイロットのライザが、DC戦争中に夫の機体を撃墜したキョウスケ・ナンブに復讐するためにエクセレン・ブロウニングを狙ったものである。救援に来たアルトアイゼン・リーゼとの連携により、撃破された。

#### ベルゲルミル
自律型金属細胞「マシンセル」の効果によって、自己進化を行い外観や性能が大きく変化した量産型ヒュッケバインMk-II。『α外伝』やOGシリーズに登場。

#### プファイルIII
正式名称「量産型ヒュッケバインMk-II MHRDT3カスタム」。連邦軍開発実験団第3人型機動兵器開発実験隊が、量産型ヒュッケバインMk-IIをベースに設計した改修機。テスラ・ドライブの強化とバーニアの増設が施されているほか、ショルダー・シールドの装備、頭部センサーも改修されており優れた指揮管制機能を備える。「プファイル（矢）」という通称は、ヒュッケバインの名の由来となった戦闘機・Ta 183の流れを汲んで開発されながらも結局完成することはなかった爆撃機・プルキーIIに由来する。連邦軍での開発前にインスペクター事件が発生し、実験隊もその戦乱の中で壊滅させられたが、設計図は戦利品のひとつとしてゾヴォーク本国に送られ、メキボスがヨンに密命を与えたついでに実際に製造され彼女の乗機となる。その際ゾヴォーク由来の設計思想が盛り込まれている。
武装
ガン・スタブレーダー
本機の主武装となる大型銃剣。グレイターキンの装備をPT用の携行火器としたもので、状況に応じて実弾兵器と光学兵器の撃ち分けを可能とする万能兵器。接近戦も視野に入れている。『DP』では連絡技（先端部の剣で斬撃と刺突、突き立てた刃を射出させて敵を空高くへと追いやり、最後に地表からの砲撃で締めくくる）。
ソード・ランチャー
銃剣を射出する実弾攻撃。
スイッチブレード・ガン
ランチャーからバレルを伸張させ光線を放射する。

## ヒュッケバインMk-III
『α』にてリアル系主人公の後期搭乗機としてゲーム初登場。
以下はOGシリーズでの設定。
L5戦役後に再開されたSRX計画の一環として、ヒュッケバインMk-IIを元に同計画で得られたノウハウやEOTを取り入れて開発された機体。スーパー・パーソナルトルーパーとも呼ばれる。コンセプトは「小型、高性能化したSRX」であり、トロニウム・エンジンの搭載やパーツ規格の統一など、Rシリーズとの共通点が多い。Mk-IIで持たなかった分身回避機能も持つ。T-LINKシステムおよびウラヌス・システムを搭載しているため、念動力者でなければ真の力を発揮できない（非念動力者でも乗り換えは可能）。最大の特徴として、各種オプションを組み替え機体特性を変化させるコアトルーパーシステムが挙げられる。この機構を考慮し、Mk-IIと比較して頭部センサー類の追加と改良が行われている。詳細は後述。
グラビコン・システムはMk-IIから改良され、グラビティ・テリトリーを展開可能。前述の通り、コクピットブロックのパーソナルファイターはMk-IIのものと互換性がある。タイプL / Rの2機が製造され、タイプRは後にMk-IIIトロンベへ改修される。
レイオスプランで開発されたART-1は、本機とR-1のデータが基になっている。
武装
ツインバルカン / バルカン砲
頭部に装備。
マルチトレースミサイル (Tracer Missiles)
背部コンテナに搭載された多連装ミサイル。広範囲への攻撃が可能で、MAP兵器に分類される。ミサイルポッド部分はパージ可能となっており、念動力者が搭乗した場合はT-LINKシステムによる発射・誘導も可能。
ファング・スラッシャー (Fang Slasher)
十字型の投擲カッター。ブレード部にはゾル・オリハルコニウムを使用。マルチトレースミサイルと同様、念動力者による誘導が可能。
グラビトン・ライフル(Bst) (Graviton Rifle)
Mk-IIのGインパクト・キャノンを小型化した重力兵器。威力は低下したが、片手で保持可能になり取り回しが向上している。『α』ではグラビコン・システムとT-LINKシステムを利用し、空間へ転移出現させる描写が存在する。『第2次α』『第3次α』『OGs』ではカーゴに乗せて射出されたライフルを空中で受け取るように変更された。作品によってはグラビトン・ライフルBstとして使用。
劇中の活躍
αシリーズ
『α』『第2次α』『第3次α』に登場。
『α』ではタイプLがリアル系主人公に引き渡され、タイプRは起動実験に失敗して行方不明になっている（タイプLおよびRの型番設定が確立されたのは『第2次α』）。その後、エンジンを通常型へ変更して両方が登場。タイプRは発見後にティターンズ残党が強奪したものをアラドが利用後、Mk-IIIトロンベに改修される（アラド以外の主人公の場合、発見された機体がいつの間にかレーツェルの手に渡っていた）。タイプLは『α』のEDでマオ社で封印された（この際、Mk-IIIもまた「バニシング・トルーパー」の名を受け継ぐことになってしまった）が、背部コンテナにテスラ・ドライブを積み込み、グラビトン・ライフルBstを装備して再度運用。ヴィレッタの機体として登場した後、乗機が無いマイへ引き継がれる。『第2次α』でヴィレッタが「本来の持ち主」の存在を示唆したが、リアル主人公が再び本機に乗り込むことはなかった。『第3次α』ではマイ機もタイプRとされている。
OGシリーズ
開発はL5戦役の頃から始まっていたが、同戦役終了後の連邦軍は軍備の再編を優先し、SRX計画やATX計画は凍結され、本機の開発も中断される。その後、政府高官ニブハルの後押しにより計画が再開され、開発主任のカーク・ハミルのほか新メンバーとしてATX計画主任のマリオン・ラドム、連邦軍から出向したリョウト・ヒカワおよびリオ・メイロンが参加。タイプLの動力源にトロニウム・エンジンの採用が決まり、R-2の問題点（単機によるトロニウム・エンジンの扱い難さ）とSRXの実績（T-LINKシステムによるトロニウム・エンジンの制御）をヒントに、T-LINKシステムを機体制御だけでなくトロニウム・エンジンの制御にも使用することとする。しかし、そのために開発が遅延し、納期の遅れとノイエDCの決起もあり軍上層部からロールアウトを急かされるが、T-LINKシステムとトロニウム・エンジンの兼ね合いで難航していた。
その後、マオ社がインスペクターの襲撃を受けた際にリョウトがタイプLを起動させ、稼動テストも行わぬまま実戦投入された。T-LINKシステムが安定せず窮地に陥るが、危機的状況でウラヌス・システムが発動。AMガンナーとの緊急合体も敢行し、敵機の撃退に成功した。それ以降、タイプLはハガネ隊の戦力としてインスペクター事件後も運用された。タイプRはMk-IIIトロンベに改修された状態で登場するが、特定の条件を満たすとトロニウム・エンジンが搭載され、合体・換装可能なフル規格のタイプRになる。『OG外伝』では最初からタイプRとしてハガネに引き渡される。
『OGIN』には登場せず、タイプLが本来相当するポジションには本作オリジナルのエクスバインが充てられている。Mk-IIIそのものは「ガーバインMk-III」名義で登場（後述）。
『第2次OG』ではタイプL / Rがともにオーバーホール中にガリルナガンの襲撃を受けて破壊され、両機のトロニウムを抜かれた。

### ヒュッケバインMk-IIIトロンベ
ヒュッケバインMk-III・タイプRをエルザム（レーツェル）に合わせて改修した機体。エルザムは偽名を名乗っているが、Mk-IIトロンベと同様に機体色は黒と赤へ変更され、ブランシュタイン家の紋章が描かれている。
劇中での活躍
第2次α / 第3次α
行方不明になっていたタイプRが発見され、ヴィレッタ機と同等の改造を施されたレーツェル機。ただし、アラドが主人公の場合のみ、アラド機が塗装を変更され、エンジンを強化されたことになっている。『第3次α』でも引き続きレーツェルが使用していたが、アウセンザイターへ乗り換えた際、乗機がなかったライへ譲られる。
OGシリーズ
重力下での運用テストのため、マオ社からレーツェルへ極秘裏に引き渡されたタイプRを改修した機体。背部のコンテナにはマルチトレースミサイルのかわりにテスラ・ドライブを装備し、飛行能力を得た。その他の性能は改修前と変わらないとされるが、移動力や地形適応が強化されている。ただし、通常型エンジンでは必要出力に満たないらしく、コアトルーパーシステムの運用は不可能。合体・換装を行うにはタイプRに戻す必要がある。
GBA版『OG2』では「ヒュッケバインMk-III・T」表記。Tはトロンベの略。

#### ガーバインMk-III
ヒュッケバインMk-IIIと同様のカラーリングに変更されたガーバイン。ガーリオン型の頭部パーツなどもヒュッケバインに合わせた色調になっている。また、これに伴い形式番号の変更が行われている。
劇中での活躍
OGIN
第16話からヴィレッタの搭乗機となる。最終話ではAMガンナーとドッキングし、さらにエクスバインボクサーとも接続して「フルインパクト・キャノン」を放った。

##### ガーバインMk-IIIトロンベ
ヒュッケバインMk-IIIに、ガーリオンVT型の頭部・肩部などのパーツを組み合わせて偽装を兼ねた改修を施した機体。軍上層部の意向でMk-IIIは開発中止となったが、表向きは存在しない事となっているスペースノア級万能戦闘母艦参番艦のクロガネに密かに配備されて改修を受けた。本来テスラ・ドライブを搭載する予定があった背部コンテナではなく、肩部にテスラ・ドライブと熱核ジェットエンジンが装備されている他、VT型頭部の特徴であるフェイズド・アレイ・レーダーも備えている。名称の変更はあくまでも名目上の話であり、性能そのものはMk-IIIと変わりない。
劇中での活躍
OGIN
第9話から登場。インスペクターがテスラ研を強襲した際、脱出するプロジェクトTDのメンバーを護衛した。グラビトン・ライフルを携行するほか、本来は防御用のG・テリトリーをブレイク・フィールド状に展開したソニック・ブレイカー風の突撃技も使用している。コックピット内の表示計器では、ヒュッケバインの部分と偽装用パーツの部分で色が違い、別のパーツが取り付けられていることがわかるようになっている。レーツェルがアウセンザイターに乗り換えた後、塗装が変更されヴィレッタの搭乗機となった。

## 換装ユニット・合体形態

### AMガンナー
ヒュッケバインMk-IIIの支援戦闘艇。Mk-IIIとドッキングしてヒュッケバインガンナーになる。当初は有人式のPTキャリアとして開発されていた。航続距離の短いR-1のプラスパーツにする計画もあり、コネクターを交換すればR-1やヒュッケバインMk-IIとのドッキングが可能とされる。このほか、マオ社製の機体であればサイズが許す限り載せる事ができる。本来は有人式とされているが、UCAVとしての運用も想定されており、ある程度の自律行動による情報収集・警戒監視・偵察任務なども可能。艇体は三胴式で、中央機首下部にはISR任務用の各種センサー類を積載したペイロード・ベイが設けられている。複数種のミサイルやGインパクト・キャノンを装備し、単体での戦闘も可能。
武装
ホーミングミサイル (Anti-Air Missile)
長射程ミサイル。
リープ・ミサイル (Remote Missile)
広域攻撃用ミサイル。MAP兵器に分類される。リープ・スラッシャーと同様に軌道の途中で消失するため、予測が困難である。
Gインパクト・キャノン
重力衝撃砲。4門搭載されているが、エネルギー制御の都合で単体では1門のみの発射となる。4門一斉射撃の「フルインパクト・キャノン」使用には、外部のT-LINKシステム搭載機（=Mk-III）による制御が不可欠となる。
デザイン
見た目は戦闘艇であるが、PTキャリアとしても使用できるために比較的大型である。張り出した4門のGインパクト・キャノンが特徴。
劇中での活躍
α
ヒュッケバインガンナーに合体した状態で出撃するため、単独ユニットとしては未登場。
OGシリーズ
『OG2』から登場。インスペクターの襲撃を受けて月のマオ社から脱出する際、リオ・メイロンが搭乗してタウゼントフェスラーの護衛を行う。その際、ウラヌス・システムが起動したヒュッケバインMk-IIIとドッキングを行い、フルインパクト・キャノンも使用している。
『OGIN』では第8話から登場。エクスバインボクサーとの接続によりフルインパクト・キャノンを発射した。第21話では元々PTキャリアであるという設定から、リオの機転でR-GUNパワードを搭乗させ、Gインパクト・キャノンとハイ・ツインランチャーの合体技を使用。最終話ではガーバインMk-IIIがドッキングし、エクスバインボクサーと共に都合4機がかりでの砲撃を行った。
『第2次OG』ではヒュッケバインMk-IIIが失われたため、単機での運用となり、フルインパクト・キャノンは事実上使用不可能となった。
『OGMD』では追加製造されたエクスバイン用にTYPE-L用の従来カラーのものとTYPE-R用の赤基調のカラーの2機が登場している。単独ユニットとしては未登場。

#### AMガンナー（初期型）
ロールアウト直後のAMガンナーはミサイルコンテナ部分に差異があるとされ、初期型にはリープ・ミサイルのほか通常の空対地ミサイル、空対空ミサイルを積載している。

#### AMガンナー（改修型）
ミサイルコンテナ部分に変更を加えたAMガンナー。ミサイルの弾種にマルチトレース・ミサイルが追加された他、コンテナ後部に人型機動兵器を牽引することが可能な格納式グリップを新たに搭載している。このグリップに、AMボクサーの両手を接続し輸送することも可能である。

#### ヒュッケバインガンナー
ヒュッケバインMk-IIIとAMガンナーが合体した、高機動砲撃戦仕様の形態。飛行可能で移動力と運動性、火力が大きく向上している。
武装
グラビティ・リング
ゾル・オリハルコニウム製の液体リング。高重力で凝固させて標的を締め上げ、圧壊させる。孫悟空の頭に付けられた緊箍児（きんこじ）のようなエフェクトで描写される。OGシリーズには未登場。
フルインパクト・キャノン (Ballistic Cannon)
Gインパクト・キャノンを4門同時に使用する一斉射撃。一度に莫大なエネルギーとそれに伴う負荷が押し寄せるため、Mk-III側からT-LINKシステムによる制御を要する。
劇中での活躍
α
ボクサーと同時に換装可能となる。本作ではAMガンナー側に恋人が乗らずに合体した状態で出撃後、1人で運用する。フルインパクト・キャノンを初めとして武器の射程が長く（近距離ではダメージが上がる）、Mk-III側の武装で移動後攻撃も可能。なお、ガンナーもボクサーも戦闘中の分離・換装は不可。
OGシリーズ
ボクサーよりも実戦投入が早い。AMガンナーが単独ユニットとなる上、合体は出撃後に行うために出撃枠を2機分必要とするが、2人乗りという点を利用した運用ができる。ただし、Mk-III側の武装がほとんど使えなくなる（移動後攻撃はバルカン砲のみになる）。
『OGIN』ではエクスバインのほか、R-GUNパワードやガーバインMk-IIIがドッキングして同様の形態を取ったことがある。

#### エクスバインガンナー
エクスバインとAMガンナーが合体した、高機動砲撃戦仕様の形態。
武装
マルチトレース・ミサイル
グラビトン・ライフル
『OGMD』ではエクスバインはこの形態でしか本武装を使用できない。
Gインパクト・ザッパー
Gインパクト・キャノンを4門同時に使用する一斉射撃。ヒュッケバインガンナーのフルインパクトキャノンに当たる武装。
劇中での活躍

### AMボクサー
ヒュッケバインMk-III用の強化外骨格換装パーツ。本来はR-GUNと同じく、SRX用のRWシリーズとして開発されていた重力剣Gソードであるが、改修されてMk-IIIの換装パーツとなった。Gソード・ダイバー使用のために変形した際、その名残が見て取れる。AMガンナーと異なり、コックピットを持たないので単体での運用は不可能。また、換装するためにはMk-III側の一部パーツ交換が必要であるため、戦闘中の合体・換装は不可能となっており、換装は出撃前に行わなければならない。
『第2次OG』ではヒュッケバインMk-IIIが失われたため、未登場。
『OGMD』では追加製造されたエクスバイン用にTYPE-L用の従来カラーのものとTYPE-R用の赤基調のカラーの2機分が登場している。

#### ヒュッケバインボクサー
ヒュッケバインMk-IIIがAMボクサーを装着した、近接格闘戦仕様の形態。AMボクサーを着込むように装着するが、Mk-III本体の腕とボクサーの腕が独立して存在する。特機並みの装甲防御力を持ちつつ、機体各部のスラスターにより高運動性も維持している。本来のコンセプトである「小型化、高性能化したSRX」を実現した形態である。
武装
ガイスト・ナックル (Geist Knuckle)
カタパルト・キック
SRXのブレード・キック同様、足甲部のブレードで目標を切り裂く。『OGs』ではGソード・ダイバーのモーションに組み込まれている。
Gソード・ダイバー (G Sword Diver)
正式名称はグラビティ・ソード・ダイバー。分離したAMボクサーがGソード形態に変形し、その上にMk-IIIがサーフィンのように乗り突撃する。グラビティ・テリトリーの展開によって、威力や各部の強度を向上させている。使用には念動力が必要。
劇中での活躍
α
AMガンナーと同時に、機体換装で使用可能になる。本作では分身不可で、機動性は若干下がる。
OGシリーズ
開発が遅れ、AMガンナーより後に登場。グラビトン・ライフルが移動後武器へ変更されたことで、より近接戦用に特化された機体となった。また、分身可能になったことで、運動性も向上している。格闘モーションはリョウトが作ったらしい。
『OGIN』ではエクスバインがボクサー形態をとる。第21話でSRXと共に「ダブル・ブレード・キック」を使用した。第8話と最終話で、ボクサー装備のままAMガンナーとも接続してフルインパクト・キャノンを放っている。なおガンナー同様、エクスバインでは出力不足で一部の武装が使用不可能である。そのためか、劇中ではGソード・ダイバーは使用されなかった。

#### エクスバインボクサー
エクスバインがAMボクサーを装着した、近接格闘戦仕様の形態。
武装
ガイスト・ナックル (Geist Knuckle)
カタパルト・キック
Gソード・ダイバー (G Sword Diver)
正式名称はグラビティ・ソード・ダイバー。APT-LINKシステムの搭載で念動力者以外でも使用可能。重力波ではなく念動フィールドを纏う形に変わっているが、APT-LINKシステムを搭載された影響なのかは不明
劇中での活躍

### AMサーバント
開発計画が中断されていたヒュッケバインMk-III用の換装パーツ。劇中未登場。『第3次α』では、ASソレアレスがASアレグリアスに改造されるにあたり、設計思想が流用された。

## ヒュッケバイン30
『スーパーロボット大戦30』の主人公初期搭乗機。『スーパーロボット大戦DD』にもゲスト参戦する。
同作品の世界では「XXX（XENOGENEICX-FACTORX-TYPE）プロジェクト」と呼称される計画で開発された人型機動兵器。プロジェクトの略称である「XXX」を「30」と言い換えて「ヒュッケバイン30（サーティ）」という名称が与えられている。
新型機と言いながら、修復跡も散見され、パッチ・アーマーなど継ぎ接ぎだらけの外見等を持つ。頭部は「XXX」形状のバイザーで封印されているようにも見える。また、主動力は未稼働状態で副動力のみで稼働している。ただし副動力だけでも充分な出力はある。
新規開発された機体ではなく、ドライストレーガーの素体となった艦と同じく、神文明エーオスのオルキダケアが異世界から持ってきた機体がベースとなっている。同等の性能の2号機が存在し、『スーパーロボット大戦30』の進め方によっては主人公に選ばなかったほうの主人公が搭乗して参戦する。2号機には修理装置が搭載されている。
当初、ヒュッケバインの商品化企画があり、30周年記念作品である『スパロボ30』のオリジナル主人公機をヒュッケバインにすることをプロデューサーの寺田貴信が思いついた。作品参加と同時にフィギュアの開発も進めることになり、デザイナーのカトキハジメに相談したところ『第2次OG』に登場するアッシュの継ぎ接ぎ装甲や包帯のデザインを取り入れることと、「XXX（ローマ数字で30）」をモチーフとしたバイザーを付けるという提案を受けた。デザイン上、ヒュッケバイン30はアッシュと似た印象を受けることもあるが、設定上のつながりはない 。
武装
ビーム・ソード
非実体剣。サイドスカート裏に収納されており、使用時は下部から射出する。
フォトン・ライフル
手持ち式の銃。
リープ・スラッシャー
背部から空中へ射出したパーツが合体し、ドーナツ状の回転カッターを形成して標的を切り刻む。
ダブル・グラビトン・ライフル
ミッションを進めると追加される武装。グラビトン・ライフル2丁を連結させ同時発射することで高威力にする。

### ヒュッケバイン30th
『スーパーロボット大戦30』の主人公後期搭乗機。呼称は「ヒュッケバイン30th（サーティエス）」。
主動力となるブラックホールエンジンが稼働しており、XXX形状のバイザーやパッチ・アーマーは除去されている。背部に「ハイフライヤー・ユニット」が装備され単独での飛行が可能となった。また。ハイフライヤー・ユニットにはマイクロミサイル、ブラックホール・キャノンが装備されている他、グラビトン・ライフル2丁を搭載することも可能。グラビトン・ライフルは搭載した状態でも射撃が行える。2号機用のハイフライヤー・ユニットは登場しない。
武装
ヒュッケバイン30の武装に以下が追加されている。
フルインパクト・ブラックホール・キャノン
ハイフライヤー・ユニットのブラックホール・キャノンを前面で両手持ちにし、ハイフライヤー・ユニット搭載のマイクロミサイル発射後、ハイフライヤー・ユニット搭載のグラビトン・ライフル2丁による射撃と同時発射を行う。FIBCとも呼ばれる。
ロシュセイバー・オーバーブレイク
「エクスパンションパック」で新たに追加される格闘技。
30thはブラックホールエンジンが稼働しているが、FIBC発射時くらいしか最大稼働していない。これはブラックホールエンジンの取り扱いが難しく、出力を落すとすぐに停止し、逆に上げ過ぎると大爆発する危険性があることから、操縦者に躊躇いがあったためである。特訓と精神的な問題をクリアしたことで、最大出力を長い時間維持できるようになった。
両手に装備したグラビトン・ライフルを1発ずつ撃ち、ビーム・ソード二刀流とリープスラッシャーの波状攻撃を繰り出した後、最後は左手のビーム・ソードを投げ捨て、ブラックホール・エンジンをオーバーブーストさせたエネルギーを右手のビーム・ソードに転化し、巨大化した刀身で両断する。

## ガリルナガン
『第2次OG』以降のOGシリーズ、『魔装機神F』に登場。マオ・インダストリーでは正式名称が判明するまで「コード“エビル”」と呼称した。ハイ・パーソナルトルーパーに分類されている機体で、ヒュッケバインシリーズのデータを応用しているらしく機体の形状に類似点があると推測されていた。実体はそもそも地球産の機体ではなく、ハイ・パーソナルトルーパーという分類もあくまで表向きのものであった。
その正体は、ユーゼス・ゴッツォが開発していた「フーム・ツェレム(ヘブライ語で黒き神の似姿)」シリーズの1機であり、地球の技術によらないオリジナルのEOTである異星文明の驚愕的な技術で造られたゼ・バルマリィ帝国（バルマー星）の人型機動兵器である。ヒュッケバインシリーズのデータは、ユーゼスの仮の姿であるアルテウル・シュタインベックにいらぬ疑いがかからない様に、ロールアウト時の本来の外観を地球産の素材で作られた外装に変更（フレームや伝達・駆動系、アビオニクスはカモフラージュを施した程度）する際、流用した程度でSRX計画やマオ・インダストリーとはほぼ関係ない。偽装にヒュッケバインを用いたのは、ヒュッケバインが曰く付の機体であり、同時にそのシリーズ機が地球圏にて高い戦果を上げていることから来る心理効果を狙ったためである。実際、この偽装効果は大きな成果を上げており、アキシオン・アッシャーが使用されるまで劇中の人物は勿論、ゲームプレイヤーですら、この機体の本当の正体はわからず、ヒュッケバインの系列機だと思い込んでいた。
地球に持ち込まれ解析・実用化されたEOTとは比べ物にならないテクノロジーで作られた本機は、ガイアセイバーズの本拠地グランド・クリスマスまたは旗艦エア・クリスマスにて管理され、整備作業は厳重な監視の下で行われており、その素性を知るものは非常に少ない。
採用技術
トロニウム・レヴ
ゼ・バルマリィ製のトロニウムを用いたメイン動力炉。メテオ3とは別に持ち込まれた7番目のトロニウムを使用している。SRX計画やヒュッケバインシリーズに使用されていたトロニウム・エンジンのオリジナルまたは上位型であり、念動力者のT-LINKシステムのリンクによるサポートがなくても、高い信頼性と安定性を持ち、出力調整も容易である。
メラフティー・ディーン
トロニウム・レヴとは別に搭載された研究試作段階の機関。一種の数秘法（ゲマトリア）を応用して現世（物質界）と上位界を繋ぎ、そこからエネルギーを抽出するシステムで、トロニウム・レヴを凌駕する可能性を秘めている。最終的にはエン・ソフ（無限なるもの）からオウル（光）を引き出すことを目的としているが、稼動にはパイロットの資質など複数条件が必要であり、開発に携わるユーゼス自身も全容を解明し切れておらず、現状では非常に限定的に極少々の力を発揮するにとどまっている。
エシュ・アナフ・オート
機体各部とバスター・アックス・コンポジット・ガンに施された炎の様な紋様。これはただの塗装ではなく、メラフティー・ディーンにより抽出された上位界のエネルギーを火として表すのに必要な呪術的機関であり、その形状は生命の樹の枝（セフィラの小径）を表している。
アクティブ・ウィング・ユニット
背部に接続された可変翼。優れた運動性と機動性を与えているほか、トライ・スラッシャーのマウンタにもなっている。本機は基本的にゼ・バルマリィ帝国の技術で構成されているが、地球産の優れたテクノロジーも導入されており、このユニットにはテスラ・ドライブとヒュッケバインのデータを使用したバーニア・スラスターが組み込まれている。
武装
ツイン・クロー
両手首の斬撃用クロー。
トライ・スラッシャー
背部のアクティブ・ウィングの一部が外れ、カッター状の武器となって回転しながら敵機を切り裂く。
バスター・アックス・コンポジット・ガン
砲身（バスタックス・ガン）に刃（バスタックス・マッシャー、上部に鎌・下部に斧）を持つ、接近戦と砲撃戦の双方に対応した汎用性の高い武器。マズルブレーキやトリガーガードにもスパイクが備えられているため、打突武器としても使える。
必殺技
バスタックス・シーケンス
バスター・アックス・コンポジット・ガンによる接射射撃と斬撃を組み合わせた接近戦用のコンバット・パターン。
アキシオン・アッシャー
バスター・アックス・コンポジット・ガンを浮遊させたのちに、トロニウム・レヴをフルドライブ、エシュ・アナフ・オートで描かれた生命の樹の枝が赤く発光して、メラフティー・ディーンの稼動によって抽出されたエネルギーを上位界の火の力として発現、それを機体前方に魔法陣として展開し、落下してきたガンを魔法陣に接続する。バスタックス・ガンで無数のビームを放って動きを止め、球体状のエネルギーで連続攻撃をかけつつ完全に拘束した後、最後にバスタックス・マッシャーで両断する。
R-GUNリヴァーレのアキシオン・バスターに酷似した攻撃であり、このまるで魔術のような武装を披露したことで、ガイアセイバーズとエアロゲイターの関連やアルテウルへ対する疑念が増すこととなった。
劇中の活躍
『第2次OG』
初登場と同時にオーバーホール中のヒュッケバインシリーズを予備パーツも含めて全て破壊し、トロニウムとブラックホールエンジンを強奪（敵対関係にあるゾヴォークに技術がわたるのを防止する意図もあった）。護衛をしていた隊員などの関係者に強烈な衝撃を与えた。その後もたびたび鋼龍戦隊襲撃、特にイングに執拗に攻撃を仕掛けた。最終的にハードルートにて、アダマトロンにアーマラ諸共取り込まれ、アダマトロンが撃破された後に消息不明となる。
『魔装機神F』
第2次OGにてアダマトロンが撃破されたことで開放された後、クロスゲートの影響からかラ・ギアスのラングラン市の地下へ流れ着き、記憶喪失のアーマラと共にヴォルクルス教団に所属していた。後にシュウ陣営の保護を受け、その戦力となった。ラ・ギアス漂着後は、動力源であるトロニウム・レヴやメラフティー・ディーンが不調を起こしており、アキシオン・アッシャーを含む本来の能力を最大限に引き出せなくなっている。ヴォルクルス教団での修復作業では完全復元できず、調整可能なシュウも修理を見送ったため、最後まで不調なままで運用された。なお、デュラクシールとの間で援護行動を取らせると、「バニシング注意報」というトロフィーが解放される、というネタ要素がある。
『OGMD』
巨人族との決戦後、地上へ転移して鋼龍戦隊と合流して共闘する。トロニウム・レヴとメラフティー・ディーンもシュウによって調整されたため、本来の性能を発揮できるようになった。

## メディア展開について
2006年末に、後に「ヒュッケバイン問題」と呼ばれることになる、各メディアからヒュッケバインシリーズの機体の姿が消える事態が発生した。これに関するコメントはスーパーロボット大戦公式HPのブログ担当者の、ブログの文章の縦読みによる『スーパーロボット大戦OG ORIGINAL GENETATIONS』にヒュッケバインが出ることの示唆であったため、「『全てはヒュッケバインがガンダムに似すぎていたために起こった悲劇』との言説がまことしやかに語られるようになった」という。
- 2006年10月に放送開始の、『OG1』をアニメ化した作品である『DW』にヒュッケバインシリーズの機体が一切登場しない。機動実験失敗のシーンは描かれているが、ヒュッケバインであることに触れられておらず、画面上でも確認できないようになっている。
  - 第2話終了後の次回予告ではヒュッケバインとは別の機体が該当シーンに映し出されているが、第3話放送時の該当シーンではヒュッケバインと同じ姿の機体に差し替えられている。
  - 「月刊コミック電撃大王」2007年1月号掲載の漫画版では「ヒュッケバイン」という名前は使われないものの、機動実験失敗のシーンでヒュッケバインであることが確認できるように描かれている。
  - サイドストーリーの『Record of ATX』では、アルトアイゼンと次期量産機の座を争う機体として、ヒュッケバインMk-IIと開発者のカーク・ハミルが、共に目の部分に黒線が引かれた状態で描かれている[20]。また、アーマリオン開発の際にはヒュッケバインの試作スラスターを使うことが言及され、「PTX-008」と記されたパーツが描かれている[21]。
- 「ゲーマガ」2007年6月号（4月28日発売）掲載の『SECRET HANGAR』では、ヒュッケバインMk-IIトロンベのイラストが掲載された。しかし、2年後の2009年6月15日に発売された単行本では、ヴァルシオンのイラストに差し替えられている[要ページ番号]。
- 2007年6月28日発売の『OGs』ではゲーム本編には登場しているが、それ以外のメディアで以下の事例が発生した。
  - 予約特典の設定資料集には、ヒュッケバインシリーズの情報が一切記載されていない。ライディース・F・ブランシュタインやART-1、アーマリオンの項目では、それぞれヒュッケバインに関わる記述があるが、アーマリオンの項目を除いてヒュッケバインの名前は使用されず、形式番号（RTX-008R、RTX-011）で記載されている。また、「電撃スパロボ!」から再録された巻末の「パーソナルトルーパー開発史」にはビルトシュバイン開発までが掲載されており、その後のヒュッケバイン開発は掲載されていない。『OG外伝』の予約特典資料集でもこれらは未収録となっており、派生機のベルゲルミルが掲載されたが、元となった機体については形式番号のRPT-010と記載されている。
  - メディアワークスから発売された攻略本『スーパーロボット大戦OG ORIGINAL GENERATIONS ザ・コンプリートガイド』には、「電撃ホビーマガジン」から再録されたフィギュアの写真が掲載されているが、ヒュッケバインシリーズのフィギュアの写真は収録されていない[22]。
  - ソフトバンククリエイティブから発売された攻略本『スーパーロボット大戦OG ORIGINAL GENETATIONS パーフェクトガイド』には、味方機体のデータ欄に設定資料のイラスト（色替え機体を除く）が掲載されているが、ヒュッケバインシリーズは全ての機体がゲーム画面の写真となっている[23]。
- 『OG2』のアニメ化作品である『OGIN』には、『OG2』でヒュッケバインMk-IIに搭乗していたブリットの搭乗機としてアニメオリジナルの量産型ビルトシュバインが設定され[24]、登場した。
- 同じく『OGIN』において、リョウトが「軍上層部の意向でMk-IIIの開発が中止された」と発言。第8話ではヒュッケバイン系の機体が登場するが名称は「エクスバイン」で、頭部形状も異なる。
  - エクスバインの公式解説[25]や、「ネタバレ!?インスペクター」第8話分の解説[26]では、『DW』や『OGIN』には登場していないヒュッケバイン009やMk-II、Mk-IIIについても言及されている。型式番号でしかヒュッケバインシリーズに触れられていなかった時期に比べ、同シリーズの表現が緩くなっている。
  - 第24話ではメキボスがエクスバインのことを指して「その機体の元になったヒュッケバインには…」と、ヒュッケバインの名前を出している。
- 『OGIN』においてもヒュッケバインMk-IIIは極秘裏に完成しているが、作中には頭部や肩部をガーリオンのものに変更した「ガーバインMk-III / トロンベ」として登場した。
- 『第2次OG』にてヒュッケバイン、ヒュッケバインMk-II、ヒュッケバインMk-IIIはオーバーホール中にガリルナガンの襲撃を受け、破壊されてしまう（ゲーム中で修復されることはなく、自軍での使用はできない）。その代替の機体として、アッシュとエグゼクスバインが登場した。
- 『V』ではニコラ・ヴィルヘルム研究所が開発したという設定や、『第4次/S』と同じ水色の機体色で登場。
- 2023年3月11日にBANDAI SPIRITSよりヒュッケバインMk-IIのプラモデルが発売[19]。

### 書籍
- ケイブンシャ『第4次スーパーロボット大戦を一生楽しむ本』1995年。ISBN 978-4-7669-2221-9。
- 宝島社『スーパーロボット大戦F完結編戦略解説』1998年。ISBN 978-4-7966-1354-5。
- ソフトバンククリエイティブ『スーパーロボット大戦α パーフェクトガイド』2000年。ISBN 978-4-7973-1330-7。
- 『電撃スパロボ! Vol.2』メディアワークス、2005年。ISBN 978-4-8402-3259-3。
- バンプレスト『Super Robot Wars Original Generation Official Book』2002年。（GBA版『OG』購入特典）
- バンプレスト『SUPER ROBOT WARS ORIGINAL GENERATION 2 OFFICIAL BOOK』2005年。（GBA版『OG2』購入特典）

### プラモデル
- コトブキヤ S.R.G-S-001 1/144 「RTX-008R ヒュッケバイン」2003年12月
- コトブキヤ S.R.G-S-002 1/144 「RTX-009 ヒュッケバイン009」2004年5月
- コトブキヤ S.R.G-S-001 1/144 「RTX-008R ヒュッケバイン(リニューアル版)」2005年3月
- コトブキヤ S.R.G-S-007 1/144 「RTX-011L ヒュッケバインMk-III」2005年10月
- コトブキヤ  1/100 「RTX-010-01 ヒュッケバインMk-II」2006年5月
- コトブキヤ S.R.G-S-013 1/144 「RTX-011AMB ヒュッケバインボクサー」2006年12月
- コトブキヤ S.R.G-S-014 1/144 「RTX-010-01 ヒュッケバインMk-II」2006年12月
- コトブキヤ S.R.G-S-007 1/144 「RTX-011RT ヒュッケバインMk-IIIトロンベ」限定版